# シャウムブルク＝リッペ侯国

シャウムブルク＝リッペ侯国
Fürstentum Schaumburg-Lippe

国歌: Heil unserm Fürsten, heil
ドイツ帝国内におけるシャウムブルク＝リッペ侯国

シャウムブルク＝リッペ侯国（独: Schaumburg-Lippe）は、ドイツ中部にかつて存在した侯国（Fürstentum）。現在のニーダーザクセン州の一部であり、ミンデンの北東、ハノーファーの南西に位置した。首都のビュッケブルクの人口は1787年で224戸（市域が7倍に拡張された1974年に1,300人、1980年代半ばで20,000人）。面積は19世紀半ばで約340平方km。

## 歴史
17世紀、三十年戦争後にシャウムブルク伯領が2つに分割され、北部がシャウムブルク＝リッペ伯領となりビュッケブルクを首都とした。
1748年から1777年まで統治をしたヴィルヘルム伯の時代には興隆を迎えた。ヴィルヘルムは、哲学者トマス・アプト、神学者で哲学者ヨハン・ゴットフリート・ヘルダー、音楽家のヨハン・クリストフ・フリードリヒ・バッハを愛好し、啓蒙君主として名高く、フリードリヒ大王を訪問したこともあった。特に国防には力を入れ、ドイツ諸国に先駆けて国民皆兵制を布き、市民に祖国防衛の義務を負わせた。シュタインフーダー湖に人工島と要塞を築き、侵略へ備えた。このヴィルヘルムシュタイン要塞では軍事学の教育が行われ、後の時代にはゲルハルト・フォン・シャルンホルストも学ぶこととなり、現在は軍事博物館が置かれている。1787年、ヘッセン＝カッセル方伯がヘッセン軍を侵攻させてビュッケブルクを占領した。対応にあたったユリアーネ侯爵夫人は、重要物資と人物をミンデンへ退避させると共に神聖ローマ皇帝ヨーゼフ2世やプロイセン王フリードリヒ・ヴィルヘルム2世の支援を待ち、ヘッセン軍を撤退させることに成功した。
19世紀のナポレオン戦争では他のドイツ諸侯と同じく占領され、ライン同盟の構成国となった。1807年に侯国となり、シャウムブルク＝リッペ侯国が成立した。
1866年の普墺戦争ではオーストリア寄りであり、狙撃兵2中隊をマインツ占領のために派遣したが、プロイセン王国の勝利によって1867年に北ドイツ連邦の一員となり、1871年にはドイツ帝国に結成された。軍事的にはプロイセン軍に編入された。統一を果たされたドイツ帝国では2番目に小さな国であった。小さな領邦ではあるが、独自に銃器の開発を行い1861年にドルッシュ＆バウムガルテン銃(Doersch & Baumgarten)を発明した。この銃は1867年に日本にもたらされ、神戸のカール・レーマン商会が窓口となって会津藩から1300梃の受注を得た。同時に侯国の下士官カール・ケッペンが軍事指導のため日本に呼ばれたが、銃の納品が終わる前に鳥羽・伏見の戦いが始まり、銃の納品が出来なくなってしまった。この注文は後に紀州藩が引き受けて3000梃納品し、洋式銃隊の錬成や兵制改革を進めた。1871年2月13日、陸奥宗光がビュッケブルクを訪問した。
第一次世界大戦でドイツ革命が起き、1918年に侯国は解体され、その領地にはシャウムブルク＝リッペ州が成立した。

## 君主一覧
- 在位1807年 - 1860年、ゲオルク・ヴィルヘルム (シャウムブルク＝リッペ侯)（1787年 - 1807年まで伯爵位）
- 在位1860年 - 1893年、アドルフ1世ゲオルク (シャウムブルク＝リッペ侯)
- 在位1893年 - 1911年、ゲオルク (シャウムブルク＝リッペ侯)
- 在位1911年 - 1918年、アドルフ2世 (シャウムブルク＝リッペ侯)（ドイツ革命により退位、侯国は解体）